# 791
سنة 791 م كانت سنة بسيطة تبدأ يوم السبت (الرابط يظهر نموذج التقويم الكامل للسنة) من التقويم اليولياني. بدأت تسمية السنة ب791 منذ العصور الوسطى المبكرة، عندما أصبح تقويم أنو دوميني هو الأسلوب السائد في أوروبا لتسمية السنوات.

## مواليد
- * سفيان بن سوادة التميمي من قادة الدولة الأغلبية
- أبو عثمان المازني

## وفيات
- إدريس بن عبد الله